# Mordellistena gemellata
Mordellistena gemellata es una especie de coleóptero de la familia Mordellidae.

## Distribución geográfica
Habita en la Europa mediterránea.